# Park Young-jun
Park Young-jun (né le 29 mars 1965) est un athlète sud-coréen, spécialiste du triple saut.

## Biographie
Il remporte la médaille d'or du triple saut lors des championnats d'Asie 1987, à Singapour.

### Palmarès
| Date | Compétition         | Lieu      | Résultat | Épreuve     | Performance |
| ---- | ------------------- | --------- | -------- | ----------- | ----------- |
| 1983 | Championnats d'Asie | Koweït    | 3e       | Triple saut | 15,80 m     |
| 1985 | Championnats d'Asie | Djakarta  | 2e       | Triple saut | 16,35 m     |
| 1986 | Jeux asiatiques     | Séoul     | 2e       | Triple saut | 15,97 m     |
| 1987 | Championnats d'Asie | Singapour | 1er      | Triple saut | 16,37 m     |

### Records
| Épreuve     | Performance | Lieu      | Date            |
| ----------- | ----------- | --------- | --------------- |
| Triple saut | 16,37 m     | Singapour | 25 juillet 1987 |